# Alchemy Records (EE.UU.)
Alchemy Records fue una discográfica independiente del Área de la Bahía de San Francisco, fundada por Mark Deutrom y Victor Hayden.

## Discografía
- 1985 - Clown Alley - Circus of Chaos (VM101)
- 1986 - The Grim - Face of Betrayal (VM???)
- 1986 - Sacrilege B.C. - Party With God (VM???)
- 1987 - The Melvins - Gluey Porch Treatments (VM103)
- 1987 - Rich Kids on LSD - Rock 'n' Roll Nightmare (VM104) (Relanzado por Epitaph Records)
- 1987 - Neurosis - Pain of Mind (VM105)
- 1987 - Poison Idea - War All The Time (VM106)
- 1988 - Spiderworks - Spiderworks (VM???)
- 1988 - Sacrilege B.C. - Too Cool to Pray (VM???)
- 1989 - Paranoia - Many Faces of Paranoia (VM???)
- 1989 - Virulence - If This Isn't a Dream... (ALCHEMY 003 LP)
- 1989 - Guillotina - Bring Down the Curtain (VM???)